# Thecla inachus
Thecla inachus är en fjärilsart som beskrevs av Pieter Cramer 1775. Thecla inachus ingår i släktet Thecla och familjen juvelvingar. Inga underarter finns listade i Catalogue of Life.